# Női 3000 méteres rövidpályásgyorskorcsolya-váltó a 2006. évi téli olimpiai játékokon
A 2006. évi téli olimpiai játékokon a rövidpályás gyorskorcsolya női 3000 méteres váltó versenyszámának elődöntőit február 12-én, a döntőt február 22-én rendezték. Az aranyérmet a dél-koreai csapat nyerte meg. Magyar csapat nem vett részt a versenyen.

## Rekordok
A versenyt megelőzően a következő rekordok voltak érvényben:
| Világrekord     | Dél-Korea (KOR) | 4:11,742 | Calgary, Kanada                           | 2003. október 19. |
| Olimpiai rekord | Dél-Korea (KOR) | 4:12,793 | Salt Lake City, Amerikai Egyesült Államok | 2002. február 20. |

A versenyen új rekord nem született.

## Eredmények
A két futamból az első két helyezett jutott az A-döntőbe, a harmadik és negyedikek a B-döntőbe kerültek. Az időeredmények másodpercben értendők. A rövidítések jelentése a következő:
- QA: az A-döntőbe jutott
- QB: a B-döntőbe jutott

### Elődöntők
| Helyezés | Csapat                                                                                        | Idő      | Mj       |
| 1. futam | 1. futam                                                                                      | 1. futam | 1. futam |
| -------- | --------------------------------------------------------------------------------------------- | -------- | -------- |
| 1.       | Kína (CHN) · Cseng Hsziao-lej · Fu Tien-jü · Vang Meng · Jang Jang (A)                        | 4:16,739 | QA       |
| 2.       | Kanada (CAN) · Alanna Kraus · Amanda Overland · Kalyna Roberge · Tania Vicent                 | 4:17,231 | QA       |
| 3.       | Egyesült Államok (USA) · Allison Baver · Maria Garcia · Caroline Hallisey · Hyo-Jung Kim      | 4:18,333 | QB       |
| 4.       | Japán (JPN) · Kamino Juka · Ozava Mika · Tanaka Csikage · Jamada Nobuko                       | 4:21,413 | QB       |
| 2. futam |                                                                                               |          |          |
| 1.       | Dél-Korea (KOR) · Pjon Cshonsza · Cshö Ungjong · Csin Szonju · Kang Junmi                     | 4:18,854 | QA       |
| 2.       | Olaszország (ITA) · Marta Capurso · Arianna Fontana · Katia Zini · Mara Zini                  | 4:19,797 | QA       |
| 3.       | Franciaország (FRA) · Stéphanie Bouvier · Choi Min-kyung · Myrtille Gollin · Celine Lecompere | 4:20,030 | QB       |
| 4.       | Németország (GER) · Tina Grassow · Aika Klein · Yvonne Kunze · Christin Priebst               | kizárták | QB       |

### B-döntő
| Helyezés | Csapat                                                                                        | Idő      | Mj |
| -------- | --------------------------------------------------------------------------------------------- | -------- | -- |
| 4.       | Egyesült Államok (USA) · Allison Baver · Maria Garcia · Caroline Hallisey · Hyo-Jung Kim      | 4:18,740 |    |
| 5.       | Franciaország (FRA) · Stéphanie Bouvier · Choi Min-kyung · Myrtille Gollin · Celine Lecompere | 4:18,971 |    |
| 6.       | Németország (GER) · Tina Grassow · Aika Klein · Yvonne Kunze · Christin Priebst               | 4:24,896 |    |
| 7.       | Japán (JPN) · Kamino Juka · Ozava Mika · Tanaka Csikage · Jamada Nobuko                       | 4:35,096 |    |

### A-döntő
| Helyezés | Csapat                                                                              | Idő      | Mj |
| -------- | ----------------------------------------------------------------------------------- | -------- | -- |
| Arany    | Dél-Korea (KOR) · Pjon Cshonsza · Cshö Ungjong · Cson Tahje · Csin Szonju           | 4:17,040 |    |
| Ezüst    | Kanada (CAN) · Alanna Kraus · Anouk Leblanc-Boucher · Kalyna Roberge · Tania Vicent | 4:17,336 |    |
| Bronz    | Olaszország (ITA) · Marta Capurso · Arianna Fontana · Katia Zini · Mara Zini        | 4:20,030 |    |
| –        | Kína (CHN) · Cseng Hsziao-lej · Fu Tien-jü · Vang Meng · Jang Jang (A)              | kizárták |    |